# Felicia Skene
Felicia Mary Frances Skene (* 23. Mai 1821 in Aix-en-Provence; † 6. Oktober 1899 in Oxford) war eine schottische Autorin, Philanthropin und Gefängnisreformerin. Sie veröffentlichte auch unter den Pseudonymen Erskine Moir, Francis Scougal und Oxoniensis. Zahlreiche ihrer Schriften erschienen anonym.

## Leben
Felicia Skene war die Tochter des schottischen Anwalts James Skene und wuchs in Schottland und Frankreich (Paris) auf. Die Familie, die der sogenannten Oxford-Bewegung innerhalb der Anglikanischen Kirche nahestand, ließ sich letztlich in Oxford nieder.

### Karitative Tätigkeit
Nach ihrer Rückkehr von Griechenland (siehe unten) nach England (1845) war Skene innerhalb ihrer Kirchengemeinde karitativ tätig. Während der schweren Cholera- und Pockenepidemie im Jahr 1854 war sie in Zusammenarbeit mit dem Arzt Henry Acland daran beteiligt, gemeinsam mit ehrenamtlichen Krankenpflegerinnen Erkrankte zu pflegen. Als Florence Nightingale in Reaktion auf die drastischen Berichte der Times-Korrespondenten William Howard Russell und Thomas Chenery über die mangelhafte Versorgung erkrankter und verletzter britischer Soldaten im Krimkrieg von Sidney Herbert beauftragt wurde, eine Gruppe von Pflegerinnen zu leiten, konnten einige dieser ehrenamtlichen Pflegerinnen rekrutiert werden und Skene half bei der schwierigen Rekrutierung von geeigneten Pflegerinnen.  Eine Krankenpflegeausbildung gab es zu diesem Zeitpunkt nicht. Bei den Pflegekräften, die in der ersten Hälfte des 19. Jahrhunderts in britischen Krankenhäusern arbeiteten, handelte es sich in der Regel um ehemalige Dienstboten oder um Witwen, die keine anderweitige Anstellung fanden und daher gezwungen waren, sich ihr Brot durch diese Arbeit zu verdienen.

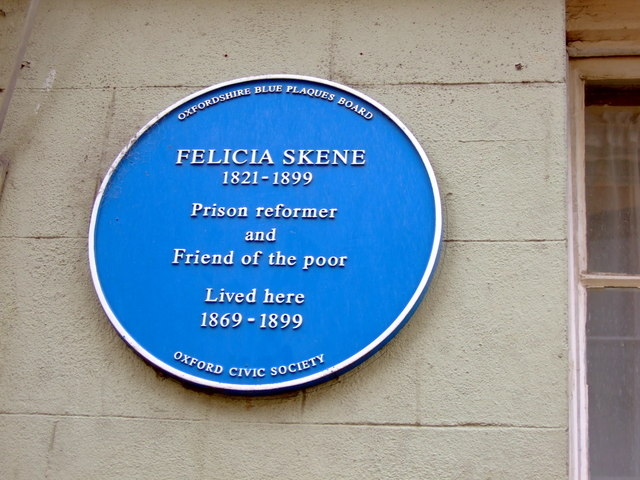
Gedenktafel für Felicia Skene in Oxfords St Michael’s Street

Im Jahr 1869 bezog sie ein Haus in der St Michael Street in Oxford und begann ihre Wohltätigkeitsarbeit im Frauengefängnis von Oxford. Sie gehört neben Elizabeth Fry zu den viktorianischen Reformerinnen des Gefängniswesens, die sich insbesondere für eine Beratung der Strafgefangenen und ihre Betreuung nach der Entlassung einsetzten und für einen liberaleren Umgang mit den Strafgefangenen warben. Sie selber traf die gewöhnlich früh am Morgen entlassenen Ex-Strafgefangenen am Gefängnistor und bot ihnen Frühstück und eine Starthilfe für ihr neues Leben an.
In ihren Romanen griff sie häufig aktuelle soziale Fragen ihrer Zeit auf. Zu ihren erfolgreichsten Romanen gehört Hidden Depths (1866), der bis heute für seine sozialkritische Milieuschilderung der viktorianischen Gesellschaft Beachtung findet. Viele ihrer Schriften sind jedoch religiösen oder erbaulichen Themen gewidmet. Zwischen 1866 und 1873 publizierte sie auch in der religiösen Zeitschrift Good Words; in Oxford gab sie von 1862 bis 1880 den Churchman’s Companion heraus. Ihr zu Lebzeiten erfolgreichstes Buch, gemessen an den Verkaufszahlen, war ihre Schrift über Frömmigkeit und Devotion, The Divine Master (zuerst 1852 erschienen).

### Religiöse und kulturelle Überzeugungen

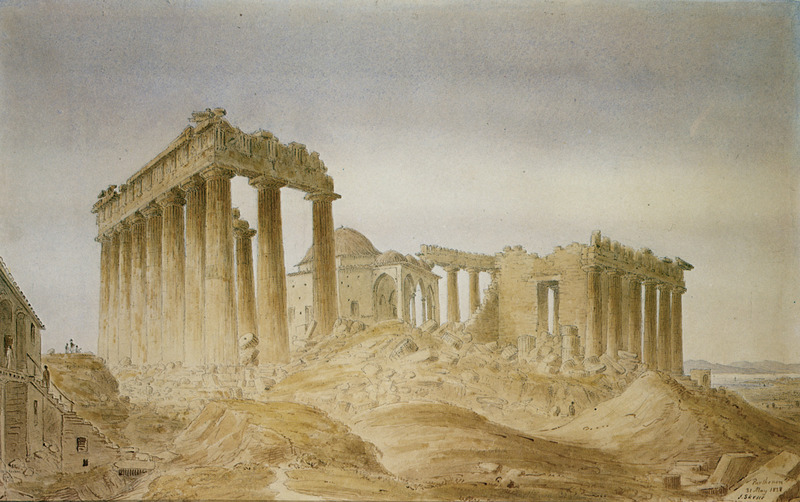
Der Parthenon mit Moschee, gezeichnet von Felicias Vater James Skene

Konstitutiv für einige ihrer Werke und im Allgemeinen für ihre Weltsicht war ihr siebenjähriger Aufenthalt im Königreich Griechenland, zusammen mit ihren Eltern, von 1838 bis 1845. In dieser Zeit entwickelte sie einen ausgeprägten Philhellenismus, der sich auf der Kehrseite als eine heftige Abneigung gegen die Türken und den Islam, aber auch gegen die slawischen Christen äußerte. „Er wusste nur zu gut, dass in moslemischer Brust / keine Liebe, kein Mitleid jemals Platz haben würden“, hieß es schon in einem „Die griechische Sklavin“ (The Greek Slave) betitelten Gedicht, das in Skenes – deutlich von Byrons Dichtungen inspirierten – The Isles of Greece enthalten ist.
Auch ihr Bericht über das Leben in Griechenland und ihre Reisen im Osmanischen Reich (Wayfaring Sketches) lassen in dieser Hinsicht an Deutlichkeit nichts zu wünschen übrig. Die Türkei war für sie “a land of utter and most melancholy darkness” (deutsch: „ein Land von vollkommener und höchst melancholischer Dunkelheit“) an anderer Stelle schrieb sie über die Türkei:

“If we rub off the flimsy gilding (…), I think we may simply and shortly analyse the spectacle we are destined to see in this country so richly gifted by nature, as that of a despotic and corrupt government, hand in hand with a vile creed, working on a people whose natural propensities render them singularly apt for the reception of evil”

„Wenn wir die dünne Goldfirnis abkratzen (…), dann können wir, denke ich, sehr einfach und sehr kurz das Schauspiel analysieren, dass sich uns unweigerlich in diesem Land bietet, das doch von der Natur so reich beschenkt worden ist: nämlich das Schauspiel einer despotischen und korrupten Regierung, das Hand in Hand geht mit einem widerlichen Glauben, der auf ein Volk einwirkt, das durch seine natürlichen Anlagen in einzigartiger Art und Weise für das Böse empfänglich gemacht ist.“

Ihr Reisebericht sticht außerdem dadurch hervor, dass sie die Einwohner des Osmanischen Reichs häufig als natives, „Eingeborene“, bezeichnet, was um die Mitte des 19. Jahrhunderts in europäischen Schriften über das Osmanische Reich ganz und gar unüblich ist. Zweifellos benutzte Skene diesen Begriff in bewusst abschätziger Absicht; darauf weist auch der Umstand, dass sie auch von „barbarian natives“ spricht.
Flankiert und begründet zugleich wird Skenes Haltung durch eine stark ausgeprägte anglikanisch-christliche (und vom Katholizismus beeinflusste) Grundeinstellung. Wie aus den Wayfaring Sketches hervorgeht, sah sie sich als einen der „heiligen Diener einer heiligen Sache“, deren Aufgabe auf Erden es sei, „sich der Flut des Unglaubens entgegenzustemmen, die bereits eingesetzt hat und die, wie es scheint, bald die ganze Welt unter sich begraben wird.“ Die „Verbreitung des Evangeliums“ (propagation of the gospel) hielt sie für die erste Notwendigkeit in dem „halb-barbarischen Land“ (semi-barbarous country) der Türkei und des Orients im Allgemeinen. Ihre Gesamthaltung kann an folgendem Passus abgelesen werden, wo Skene das westliche Europa und die Europäische Türkei kontrastierend gegenüberstellt, mit besonderem Blick auf die Stellung der Frauen:

“How comes it that this people are left in a state bordering on barbarism, in Europe itself, whilst we in England, France, and elsewhere, are basking in the free and unobstructed light of the gospel, and drawing, from our very infancy, on the vast store houses of learning which the labours of accumulated ages have combined to fill, for all those lessons of wisdom, which most ennoble humanity (…). Whilst we are thus refining, as it were, on our very refinements, here is, hard by, a nation of barbarians, of whom, taking them in the most favourable view, the whole of the female part of the population live and die, without one thought beyond the mere daily supply of their animal wants; live–albeit each one has a soul immortal as our own–in total ignorance that there is such a thing as religion, except in the practical bearing of the Moslem system, so called, on themselves, inasmuch as they are slaves, and die, going down to the dust, like the very beasts that perish!”

„Wie kommt es, dass dieses Volk in einem Zustand belassen wird, der an Barbarei grenzt, mitten in Europa, während wir uns in England, Frankreich und anderswo im freien und ungehinderten Licht des Evangeliums sonnen und von unserer frühesten Kindheit an von den unermesslichen Wissensspeichern profitieren, die von den vereinten Kräften zahlloser Generationen gefüllt wurden, für all die Lektionen an Weisheit, die die Menschheit am meisten adeln (…). Während wir uns auf diese Weise an unseren edlen Errungenschaften tatsächlich weiterentwickeln, gibt es hier, ganz in der Nähe, eine Nation von Barbaren, unter denen – wenn man es mit dem allergrößten Gutwillen betrachtet – der gesamte weibliche Teil der Bevölkerung lebt und stirbt, und zwar ohne einen Gedanken, der über die reine tägliche Befriedigung ihrer tierischen Bedürfnisse hinausgeht; sie leben – wiewohl mit einer unsterblichen Seele gleich der unsrigen ausgestattet – in völliger Unkenntnis, dass es so etwas wie eine Religion gibt, abgesehen von den rein praktischen Auswirkungen, welche das sogenannte moslemische System auf sie hat, insofern sie nämlich Sklaven sind und sterbend in den Staub sinken, als ob sie Tiere wären, die einfach verenden!“

## Schriften (Auswahl)
- 1843: The Isles of Greece and Other Poems. R. Grant and Son, Edinburgh (Skene widmete das Buch Maximilian Joseph II. von Bayern, dessen Bruder Otto ja König von Griechenland war); Google
- 1847 (anonym): Wayfaring Sketches among the Greeks and Turks, and on the Shores of the Danube. By a Seven Years’ Resident in Greece. Chapman & Hall, London; Google
  - Zweite Ausgabe, 1849; archive.org.
- 1849: Use and Abuse, a Tale. Francis & John Rivington, London; hdl:2027/uc1.b3326031 (Hathitrust).
- 1849: The Inheritance of Evil: or, the Consequence of Marrying a Deceased Wife’s Sister. Joseph Masters, London.
- 1851: The Tutor’s Ward. A Novel. 2 Bände. Colburn and Co., London; (Google: Band I – Band II)
  - Amerikanische Ausgabe in einem Band 1852. Harper & Brothers, New York; Google
- 1852 (anonym): The Divine Master. Joseph Masters, London; Google
  - Zweite Ausgabe 1852; Google
  - Vierte Ausgabe 1857; Google
  - Elfte Ausgabe 1885
- 1853 (anonym): S. Alban’s, or, The Prisoners of Hope. Joseph Masters, London.
- 1854 (anonym): The Ministry of Consolation. A Guide to Confession for the Use of Members of the Church in England. Joseph Masters, London; Textarchiv – Internet Archive.
- 1865 (anonym): Penitentiaries and Reformatories. Edinburgh: Edmonston and Douglas
- 1866 (anonym): Hidden Depths. 2 Bände. Edmonston and Douglas, Edinburgh. Band I, Textarchiv – Internet Archive – Band II: Textarchiv – Internet Archive.
  - Amerikanische Ausgabe in einem Band 1866. J.B Lippincott & Co., Philadelphia (Google)
- 1869: French Preachers: A Court Preacher and Father Hyacinthe. In: Temple Bar, Juni 1869, Band 26, S. 345–355.
- 1876 (anonym): A Memoir of Alexander, Bishop of Brechin, with a Brief Notice of his Brother the Rev. George Hay Forbes. J. Masters and Co., London; (Google)
- 1877: The Life of Alexander Lycurgus. Archbishop of the Cyclades. Rivingtons, London; Textarchiv – Internet Archive.
- 1883 (anonym): The Shadow of the Holy Week. J. Masters and Co., London; Textarchiv – Internet Archive.
- 1886: A Strange Inheritance. William Blackwood and Sons, Edinburgh.
- 1887: The Lesters: a Family Record. 2 Bände.: W. H. Allen and Co., London.
- 1888: Awakened. A Tale in Nine Chapters. James Clarke & Co., London.
- 1888: Dewdrops. Selections from Writings of the Saints. A.R. Mowbray and Co., Oxford.
- 1888 (als Erskine Moir): Through the Shadows, a Test of the Truth. Elliot Stock, London.
  - Neuausgabe 1897 (als „Oxoniensis“): A Test of the Truth. Elliot Stock, London.
- 1889 (als Francis Scougal): Scenes from a Silent World or Prisons and their Inmates. William Blackwood and Sons, Edinburgh.